# قيمة استخدام

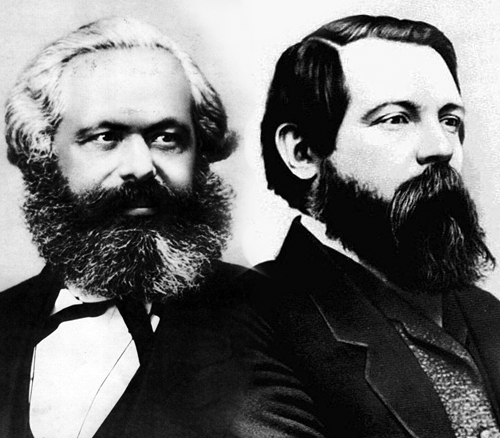

قيمة الاستخدام (بالإنجليزية:Use value، بالألمانية: Gebrauchswert)، هو مفهوم في الاقتصاد السياسي الكلاسيكي والاقتصاد الماركسي. يشير إلى السمات الملموسة للسلعة (كائن قابل للتداول) التي يمكن أن تلبي بعض المتطلبات البشرية، أو الحاجة أو التي تخدم غرضًا مفيدًا. في نقد كارل ماركس للاقتصاد السياسي، فإن أي منتج له قيمة عمالية وقيمة استخدام، وإذا تم تداوله كسلعة في الأسواق، فإنه بالإضافة إلى ذلك له قيمة صرف، يتم التعبير عنها غالبًا على أنها سعر نقدي.
يقر ماركس بأن السلع التي يتم تداولها لها أيضًا فائدة عامة، تشير ضمنيًا إلى حقيقة أن الناس يريدونها، لكنه يجادل بأن هذا في حد ذاته لا يخبرنا شيئًا عن الطابع المحدد للاقتصاد الذي يتم إنتاجه وبيعه فيه.

## أصل المفهوم
تملك مفاهيم القيمة من قيمة الاستخدام، والمنفعة، وقيمة المبادلة، والسعر تاريخًا طويلًا جدًا في الفكر الاقتصادي والفلسفي. تطورت معانيها من أرسطو إلى آدم سميث ودافيد ريكاردو. توصل سميث إلى أن السلع الأساسية قد تكون لها قيمة مبادلة ولكنها قد لا تحقق قيمة استخدام، مثل الماس، في حين أن سلعة ذات قيمة استخدام عالية جدًا قد تكون ذات قيمة مبادلة منخفضة جدًا، مثل المياه. يعلق ماركس، على سبيل المثال: «لدى الكُتاب الإنجليز في القرن السابع عشر، كثيرًا ما نجد القدْر أو الأهمية بمعنى القيمة المستخدمة ونجد القيمة بمعنى القيمة المبادلة». لكن مع توسع اقتصاد السوق، كان تركيز الاقتصاديين بصورة متزايدة منصبًا على الأسعار والعلاقات السعرية، بافتراض أن تحدث عملية التبادل الاجتماعية كحقيقة مفروضة طبيعيًا.
في المخطوطات الاقتصادية والفلسفية لعام 1844، يؤكد ماركس على أن قيمة استخدام منتج عمل أمر عملي ومحدد بشكل موضوعي، أي أنها تكمن في الخصائص الجوهرية لمنتج ما، تُمكنه من تلبية حاجة إنسان أو رغبته. لذلك فإن قيمة الاستخدام لمنتج موجودة كواقع مادي في مواجهة الاحتياجات الاجتماعية بغض النظر عن الحاجة الفردية لأي شخص معين. تعد قيمة استخدام سلعة ما على وجه التحديد قيمة استخدام اجتماعية، بمعنى أنها تحظى بقيمة استخدام مقبولة عمومًا بالنسبة للآخرين في المجتمع، وليس فقط بالنسبة للمنتجين.

## التحول لسلعة
كتب كارل ماركس «كقيم مبادلة، فإن جميع السلع الأساسية ليست سوى كميات محددة من وقت عمل متجمد». أصبح التفاوت في الغرض الحقيقي من القيمة واحدًا من أكبر مصادر الصراع بين رأس المال والعمل. لا يكون تحويل قيمة الاستخدام إلى قيمة استخدام اجتماعية وإلى سلعة (عملية السلعنة) تلقائيًا أو ذاتيًا، بل له شروط تقنية واجتماعية وسياسية مسبقة. على سبيل المثال، يجب أن يكون من الممكن المتاجرة بها، ونقل الملكية أو الوصول إلى حقوقها من شخص أو منظمة إلى أخرى بطريقة آمنة. لا بد أيضًا من وجود طلب سوق حقيقي على هذه السلعة. قد يعتمد كل ذلك إلى حد كبير على طبيعة قيمة الاستخدام ذاتها، فضلًا عن القدرة على تغليفها وتخزينها وحفظها ونقلها. في حالة المعلومات أو الاتصالات كقيم استخدام، قد يكون تحويلها إلى سلع أساسية عملية معقدة ومشحونة بالمشاكل.
بالتالي، فإن الخصائص الموضوعية لقيم الاستخدام هامة جدًا لفهم (1) تنمية وتوسيع تجارة السوق، و(2) العلاقات التقنية الضرورية بين الأنشطة الاقتصادية المختلفة (مثل سلسلات التوريد). لإنتاج سيارة على سبيل المثال، تحتاج بموضوعية إلى الصلب، وهذا الصلب مطلوب، بصرف النظر عن ماذا يمكن أن يكون سعره. لذلك، توجد علاقات ضرورية بين قيم الاستخدام المختلفة، لأنها ذات صلة من الناحية التقنية والمادية والعملية. يكتب بعض المؤلفين لذلك عن «مجمع صناعي» أو «مجمع تكنولوجي»، مشيرين بذلك إلى كيفية ارتباط المنتجات التكنولوجية المختلفة في نظام ما. تتضمن الأمثلة الجيدة على ذلك كل المنتجات المختلفة المرتبطة بإنتاج السيارات واستخدامها.
تتسم فئة قيمة الاستخدام بأهمية أيضًا في التمييز بين القطاعات الاقتصادية المختلفة وفقًا لنوع الناتج المحدد الخاصة بها. باتباع تحليل كيناي لإعادة الإنتاج الاقتصادي، ميز ماركس بين القطاع الاقتصادي المنتج لوسائل الإنتاج والقطاعات المنتجة للسلع الاستهلاكية والكماليات. في الحسابات القومية الحديثة، هناك تمييز أكثر دقة، على سبيل المثال بين الإنتاج الأول والثاني والثالث، والسلع شبه المعمرة والمعمرة، وما إلى ذلك.

## روابط خارجية
- كارل ماركس، حجم رأس المال 1 ، الفصل 1 .
- كارل ماركس، ملاحظات عن أدولف واغنر " Lehrbuch der politischen Ökonomie " (الطبعة الثانية) ، المجلد الأول، 1897
- هانز إيربار، شروح لصفحة قيمة ماركس في نهاية Grundrisse